# Palacio de Ezpeleta
El Palacio del Marqués de San Miguel de Aguayo, o de Ezpeleta, es un edificio del siglo XVIII situado en la calle Mayor número 65 del Casco Antiguo de la ciudad de Pamplona. Edificio que ha conocido muchos usos, como casa principal del mayorazgo del Marqués de San Miguel de Aguayo, como convento y centro educativo de las Teresianas durante ocho décadas (1918-1999), en el año 2005 fue sede del Conservatorio Navarro de Música Pablo Sarasate. Actualmente es la sede de la Escuela de Educadores y de la Escuela Oficial de Idiomas a Distancia.

## Construcción
El palacio se comenzó a construir en 1698 por encargo de Agustín de Echeverz, el primer Marqués de San Miguel de Aguayo, quien había regresado a Navarra en 1688 después de desempeñarse como gobernador y capitán general del Nuevo Reino de León en el virreinato de Nueva España. Agustín falleció en 1699 y su esposa, de acuerdo a sus últimas voluntades, fundó un mayorazgo en 1704, a cuya cabeza situó la nueva construcción. Su heredera, Ignacia Javiera de Echeverz y Valdés, segunda marquesa de San Miguel de Aguayo y su esposo José de Azlor Virto de Vera, contrataron 1709 al cantero Pedro de Arriarán y el escultor Domingo de Gaztelu para elaborar una nueva fachada para el palacio Pamplonés, sin embargo los marqueses no lograron verla concuida, debido a que antes de su terminación viajaron a América, de donde ya no regresaron
Está dentro del espíritu de la Ilustración en el que Pamplona renovó sus edificaciones, demoliendo buena parte del caserío de los siglos anteriores. En esta etapa de gran actividad constructiva, irrumpió con fuerza un urbanismo con interés por las panorámicas, las vistas, las grandes plazas y parques, y la disposición escenográfica de los conjuntos monumentales.
La fachada es plenamente barroca y se compone de un gran cuerpo de piedra con almohadillado rústico, piso noble de ladrillo con balcones y remate con óculos en el ático. Destaca la gran portada de Domingo Gaztelu, de piedra blanca de Olza, que en 1843 Víctor Hugo calificó como «una égloga adornada con balas de cañón». Esto se debe a que lo componen motivos alusivos a la actividad militar —cañones, trofeos y guerreros— de sus primeros propietarios. La sirena también aparece con reiteración. A su descripción hay que añadir la escalera que parte del zaguán de porte noble y un gran patio posterior, que todo ello hace a este edificio uno de los ejemplares más notables de la arquitectura civil de la ciudad.
En 1802, Pedro Ignacio Valdivieso y Echeverz, IV marqués de San Miguel de Aguayo, que residía en México, vendió el inmueble a José Manuel Ezpeleta y Galdeano, I conde de Ezpeleta, que le ha dado nombre hasta hoy, colocando sus armas sobre el dintel de la portada. Años más tarde pasó a ser propiedad de la II marquesa del Amparo, María de Ezpeleta y Samaniego, y desde 1918 hasta 1999 fue colegio de la Compañía de Santa Teresa de Jesús.

## Restauración y uso público
En 2004 fue reformado por Manuel Enríquez Jiménez y Javier Barcos Berruezo, rescatando los elementos arquitectónicos de mayor interés.
Desde 2005 y hasta 2014 fue sede del Conservatorio Profesional de Música.
Ahora el Palacio de Ezpeleta alberga la Escuela Oficial de Idiomas a Distancia de Navarra (EOIDNA) y la Escuela de Educadores.

## Galería
|                     |
| Fachada del Palacio |

|                              |
| Galería de arcos del Palacio |

|                                                                                   |
| Blasón de los Ezpeleta. Un león rampante en gules, armado y lenguado en lo mismo. |